# 名古屋葵大学
名古屋葵大学（なごやあおいだいがく、英語: Nagoya Aoi University）は、愛知県名古屋市瑞穂区にある私立大学。1915年に名古屋女学校として創立され、1964年に名古屋女子大学を設置。2025年に共学化に伴い名古屋葵大学に名称変更。

## 概要
名古屋女子大学は、越原春子が1915年（大正4年）創立した名古屋女学校を母体とし、1964年（昭和39年）に開設された4年制大学（女子大）ある。創立者の越原春子は戦後の1946年（昭和21年）、初の女性衆議院議員として当選した人物のひとりであり、また名古屋帯の考案者としても知られる。学校法人越原学園は他にも名古屋女子大学短期大学部、名古屋葵大学中学校・高等学校、名古屋葵大学付属幼稚園も運営している。名古屋女子大学は、名古屋の四大女子大の一つとされた。現在の理事・学長は越原もゆる。
2024年（令和6年）2月、「男女共同参画が進み、性別にかかわりなく、個性と能力を十分に発揮できる社会現状を踏まえ」、建学の精神『親切』を根幹として、「個々の人格を陶冶し、かつ高い教養を身に纏った、よき家庭人であり力強き職能人を育成する」ことを目的として、2025年（令和7年）4月より共学化し、名称を名古屋葵大学に変更することを発表した。

## 沿革
- 1915年（大正4年）4月 - 越原和と越原春子が名古屋女学校を創立
- 1921年（大正10年）4月 - 名古屋女学校を名古屋高等女学校に昇格させる
- 1940年（昭和15年）4月 - 小川善三郎、小川潤三兄弟からの寄付金により財団法人名古屋市緑ヶ丘女子学園を設置し、名古屋緑ヶ丘高等女学校を創立
- 1946年（昭和21年）（月不明） - 名古屋高等女学校を個人立から財団法人越原学園立とする
- 1948年（昭和23年）4月 - 学制改革により財団法人越原学園運営の名古屋高等女学校、財団法人名古屋市緑ヶ丘女子学園運営の名古屋緑ヶ丘高等女学校を財団法人越原学園設置・運営の名古屋女学院高等学校と財団法人名古屋市緑ヶ丘女子学園設置・運営の名古屋女学院中学校に改組
- 1950年（昭和25年）4月 - 財団法人名古屋市緑ヶ丘女子学園が名古屋女学院短期大学（家政科）を設置
- 1951年（昭和26年）4月 - 私立学校法制定により、財団法人越原学園を学校法人越原学園に、財団法人名古屋市緑ヶ丘女子学園を学校法人名古屋市緑ヶ丘女子学園に組織変更
- 1958年（昭和33年）4月 - 名古屋女学院短期大学に専攻科を設置
- 1962年（昭和37年）4月 - 名古屋女学院短期大学に服飾科と栄養科を増設
- 1964年（昭和39年）4月 - 学校法人名古屋市緑ヶ丘女子学園が名古屋女子大学（家政学部家政学科）を設置。名古屋女学院短期大学を名古屋女子大学短期大学部と改称。名古屋女学院中学校の設置・運営を学校法人名古屋市緑ヶ丘女子学園から学校法人越原学園に変更
- 1967年（昭和42年）（月不明） - 学校法人越原学園設置・運営の名古屋女学院高等学校、名古屋女学院中学校を名古屋女子大学高等学校、名古屋女子大学中学校と改称
- 1968年（昭和43年）4月 - 名古屋女子大学家政学部の家政学科に家政学専攻、食物学専攻、管理栄養士専攻を設置
- 1971年（昭和46年）4月 - 名古屋女子大学の家政学部に児童学科を設置。学校法人名古屋市緑ヶ丘女子学園が名古屋女子大学付属幼稚園を設置
- 1976年（昭和51年）
  - 2月 - 名古屋女子大学の一部を名古屋市天白区天白町に移転する方針を決定
  - 10月 - 名古屋市天白区天白町の第1期工事としての建物建築を着工
- 1977年（昭和52年）4月 - 学校法人名古屋市緑ヶ丘女子学園を学校法人名古屋女子大学と改称
- 1978年（昭和53年）4月 - 名古屋市天白区天白町の第1期工事としての建物建築が竣工。天白区の校地を天白学舎として名古屋女子大学家政学部の児童学科を移転。名古屋生活文化専門学校を設置
- 1980年（昭和55年）4月 - 名古屋生活文化専門学校を名古屋生活技術専門学校と改称
- 1982年（昭和57年）4月 - 名古屋女子大学短期大学部に英語科を設置
- 1983年（昭和58年）3月 - 名古屋女子大学短期大学部の服飾科を廃止
- 1988年（昭和63年）4月 - 名古屋女子大学に文学部（日本文学科、英語英文学科、児童教育学科）を設置
- 1990年（平成2年）
  - 3月 - 名古屋生活技術専門学校を廃止
  - 4月 - 名古屋女子大学短期大学部の家政科を生活学科と名称変更
- 1992年（平成4年）
  - 3月 - 名古屋女子大学家政学部の児童学科を廃止
  - 4月 - 名古屋女子大学家政学部の家政学科に生活環境学専攻、生活経営学専攻を設置
- 1993年（平成5年）4月 - 名古屋女子大学短期大学部の専攻科を学位授与機構が認定
- 1995年（平成7年）4月 - 名古屋女子大学家政学部に食物栄養学科を設置
- 1996年（平成8年）9月 - 名古屋女子大学短期大学部生活学科の食生活専攻を廃止
- 1997年（平成9年）4月 - 名古屋女子大学付属幼稚園を名古屋市天白区高宮町へ移転
- 1998年（平成10年）4月 - 名古屋女子大学大学院を設置し、生活学研究科（生活環境専攻）、人文科学研究科（日本文化専攻）を開設
- 2000年（平成12年）4月 - 名古屋女子大学家政学部に生活環境学科を設置。名古屋女子大学短期大学部の生活学科に生活デザイン専攻、食生活専攻を設置。名古屋女子大学短期大学部生活学科の服飾専攻を服飾デザイン専攻に名称変更
- 2001年（平成13年）4月 - 名古屋女子大学文学部の児童教育学科に児童教育学専攻、幼児保育学専攻を設置。名古屋女子大学文学部の英語英文学科を英語英米文化学科と名称変更
- 2002年（平成14年）3月 - 名古屋女子大学短期大学部生活学科の生活文化専攻を廃止
- 2003年（平成15年）4月 - 「学園長」職を設置
- 2004年（平成16年）4月 - 名古屋女子大学文学部に国際言語表現学科を設置
- 2005年（平成17年）4月 - 名古屋女子大学大学院の生活学研究科に食物栄養学専攻修士課程を設置。名古屋女子大学の家政学部に生活福祉学科を設置。名古屋女子大学短期大学部の生活学科に生活創造デザイン専攻を設置。名古屋女子大学短期大学部に保育学科を設置
- 2006年（平成18年）
  - 3月 - 名古屋女子大学短期大学部生活学科の服飾デザイン専攻、生活デザイン専攻、英語科を廃止
  - 4月 - 名古屋女子大学大学院生活学研究科食物栄養学専攻の修士課程を博士課程（前期・後期）に改める。名古屋女子大学大学院人文科学研究科に児童教育専攻（修士課程）、言語表現文化専攻（修士課程）を設置
  - 11月 - 2007年（平成19年）4月1日付で学校法人名古屋女子大学（名古屋女子大学大学院、名古屋女子大学、名古屋女子大学短期大学部、名古屋女子大学付属幼稚園）に学校法人越原学園（名古屋女子大学高等学校、名古屋女子大学中学校）を吸収合併すること、学校法人名古屋女子大学を学校法人越原学園にの法人名称変更することが認可
- 2007年（平成19年）4月 - 学校法人名古屋女子大学に学校法人越原学園を吸収合併。学校法人名古屋女子大学を学校法人越原学園に法人名称変更
- 2008年（平成20年）4月 - 名古屋女子大学文学部の国際言語表現学科を国際言語学科に名称変更
- 2009年（平成21年）
  - 4月 - 名古屋女子大学の家政学部に家政経済学科を設置。名古屋女子大学文学部の国際言語学科を国際英語学科に名称変更
  - （月不明） - 大学敷地内に越原記念館が開館
- 2012年（平成24年）3月 - 名古屋女子大学短期大学部の栄養科を廃止
- 2013年（平成25年）3月 - 名古屋女子大学大学院の人文科学研究科を廃止。名古屋女子大学短期大学部の専攻科を廃止
- 2014年（平成26年）3月 - 名古屋女子大学大学院生活学研究科の食物栄養学専攻博士後期課程を廃止。名古屋女子大学家政学部の生活福祉学科を廃止
- 2015年（平成27年）
  - 3月 - 名古屋女子大学短期大学部生活学科の専攻課程を廃止
  - 9月 - 天白学舎の文学部を汐路校地に移転
- 2016年（平成28年）9月 - 名古屋女子大学文学部の国際英語学科を廃止
- 2018年（平成30年）
  - 3月 - 名古屋女子大学大学院生活学研究科の生活環境専攻修士課程を廃止
  - 4月 - 名古屋女子大学短期大学部の保育学科に第三部を設置
- 2019年（平成31年）4月 - 名古屋女子大学に健康科学部（健康栄養学科、看護学科）を設置
- 2022年（令和4年）4月 - 名古屋女子大学に医療科学部（作業療法学科・理学療法学科）を設置[2]
- 2025年（令和7年）4月 - 名古屋女子大学を名古屋葵大学へ名称変更し、男女共学化[3]。名古屋女子大学短期大学部を募集停止[4]

## 学部
- 家政学部
  - 生活環境学科
- 文学部
  - 児童教育学科 
    - 児童教育学専攻
    - 幼児保育学専攻
- 健康科学部
  - 健康栄養学科
  - 看護学科
- 医療科学部
  - 理学療法学科
  - 作業療法学科
- 名古屋女子大学短期大学部
  - 生活学科
  - 保育学科

## 大学院
- 生活学研究科
  - 食物栄養学専攻（修士課程）

## 学内奨学金
給付型
- 名古屋葵大学緊急支援小川奨学金（家計急変者対象）
- 春光会（同窓会）奨学金（大学1～4年生（短大1～2年生含む）対象）
- 家政学部食物栄養学科MA奨学金（1～4年生対象）
- 海外留学生奨学金制度
  - 奨学金種別第1種（協定留学向け）
  - 奨学金種別第2種（協定留学向け）
  - 奨学金種別第3種（協定留学向け）
  - 奨学金種別第4種（協定留学向け）
  - 奨学金種別第5種（認定留学向け）

## 研究所
- 総合科学研究所

自然・家政・文化・教育に関する理論の追求および研究を行うとともに、その枠にとらわれない相互共同研究を推進。地域連携し、地域文化の進歩向上に貢献することを目的とした事業を推進。

## キャンパス

### 汐路（しおじ）学舎（名古屋市瑞穂区）
名古屋市営地下鉄桜通線瑞穂区役所駅1番出口より東へ300m北緯35度7分54.1秒 東経136度56分17.1秒 / 北緯35.131694度 東経136.938083度
- 家政学部・文学部・短期大学部

### 天白（てんぱく）学舎（廃止、名古屋市天白区）
名古屋市営バス一ツ山住宅口バス停より西へ300m北緯35度6分51.9秒 東経136度58分34.1秒 / 北緯35.114417度 東経136.976139度
- 2015年閉鎖。廃止前は文学部が使用していた。
- 2018年5月1日に新生会第一病院が天白学舎跡地へ移転開業。相互協力体制に関する協定に基づき、看護学科（2019年度開設予定）についてさまざまな連携協力を行う予定。

## 対外関係
教育提携校（海外）
- ウイリアム・ウッズ大学（アメリカ・ミズーリ州）
- ミシガン州立大学（アメリカ・ミシガン州）
- カリフォルニア大学サンタクルーズ校（アメリカ）
- ユニバーシティ・カレッジ・オブ・フレーザーバレー（カナダ）
- セントラル・ランカシャ大学（イギリス（イングランド）・ランカシャー）
- ソリハルカレッジ（イギリス（イングランド）・ウェスト・ミッドランズ）
- ウーロンゴン大学（オーストラリア・ニューサウスウェールズ州）
- サウスハンプトンソレント大学（イギリス）
- ニュー・カレッジ・ノッティンガム（イギリス）
- ブルゴーニュ大学（フランス）
- ザ・クライストチャーチ・カレッジ・オブ・イングリッシュ（ニュージーランド）
- 新羅大学校（韓国・釜山広域市）
- 啓明文化大学校（韓国・大邱広域市）

## 同窓会組織
同窓会は「同窓会春光」と称される。在学中は準会員であり、卒業と同時に正会員資格が得られる。なお、名古屋葵大学中学校・高等学校には、春和会という別の同窓会組織がある。同窓会春光は、大学内に拠点を置く本部と、中部・関西・関東に合わせて7つある支部（うち、3つは休部中）で構成されている。
年に一回会誌（同窓会春光の本部・支部の一年の活動紹介や、卒業生の卒業後の社会での活躍ぶりの紹介、次年度の行事開催のお知らせ他を掲載した冊子）「春光」の発行、会所有の結婚相談所の運営、年に一回の総会・会員懇親会の開催、隔年で越原学園創立者、越原春子氏の墓の墓参をメインとした親睦旅行を開催するなど、年間を通じて活動を行っている。
なお、在学生への奨学金の授与や、大学寮に入居する在学生を対象にした親睦会の開催、大学祭パンフレットへの広告掲載など、会員の後輩となり、今後の社会を担うであろう在学生への支援も積極的に行っている。

## 主な卒業生
- 加藤亜希子 - フリーアナウンサー